# Porta San Lorenzo (Bergamo)
La porta San Lorenzo, o porta Garibaldi (in dialetto bergamasco Pórta San Lorèns), è la più piccola delle porte di accesso delle mura veneziane alla parte alta della città di Bergamo. 

## Storia
Nel 1561 Bergamo si trovò ad essere città di confine tra i territori posti sotto il dominio veneto e il milanese. Dopo la morte di Francesco II Sforza (1535) e la pace di Cateau-Cambrésis (1559),  divenne provincia spagnola.

Per difendere questo avamposto veneziano e dato l'immenso patrimonio che la repubblica aveva da investire, vennero realizzate le mura veneziane. Nei quattro punti cardinali vennero inserite le porte di accesso, prendendo il nome dalle chiese presenti: Porta San Lorenzo, Porta San Giacomo, Porta Sant'Agostino e Porta Sant'Alessandro. Ognuna riportava il Leone di San Marco, simbolo di Venezia, ed era un punto di collegamento con le differenti località. Le porte rimasero come controllo di accesso alla città alta e venivano chiuse ogni sera (così è stato fino al XX secolo).
Dal 9 luglio 2017, le mura veneziane e le sue 4 porte sono entrate a far parte di UNESCO come Patrimonio dell’Umanità, nel sito seriale transnazionale "Opere di difesa veneziane tra XVI e XVII secolo: Stato da Terra-Stato da Mar occidentale”.

## Descrizione
Porta San Lorenzo, rivolta verso nord, fu la prima ad essere costruita dalla Serenissima e prese il nome dalla chiesa di San Lorenzo che venne distrutta proprio per la costruzione delle mura. La porta venne successivamente chiusa nel 1605, perché si riteneva fosse poco sicura dagli attacchi che potevano scendere dalla val Brembana, dalla via Priula e dalla Valle Imagna. Venne riaperta nel 1627 a un livello superiore, con un costo di 4000 ducati, permettendo così l'accesso alla città dalle valli, e da Como; è ancora visibile una seconda entrata ma posta a livello inferiore. 
Dal restauro del 2013 di un pilone del ponte, risultò che il ponte di accesso in muratura alla porta, del 1627, sostenuto da cinque archi, non aveva mai subito ristrutturazioni o rinforzi in quattrocento anni. 
Un cartiglio posto sulla facciata ricorda il capitano rettore veneziano Giovanni Antonio Zen, che durante il periodo della peste del 1630, quando tutti gli amministratori cittadini fuggivano, si assunse la direzione della città. Di lui racconta il Ghirardelli, anch'egli ammalatosi e morto nella peste, nel suo Historia del memorando contagi, con pubblicazione postuma.

Un ulteriore cartiglio, posto sulla facciata esterna nel 1907, ricorda l'entrata nella città, liberata dagli austriaci, di Giuseppe Garibaldi l'8 giugno 1859, che scendeva dalla val Brembana da qui il nome di Porta Garibaldi. Lo storico Giuseppe Locatelli Milesi scrisse che i garibaldini giunsero verso le sette di mattino presso la porta e che vennero accolti dall'impiegato del dazio, come gloriosi liberatori dal dominio austriaco e che le guardie subito presentarono le armi, già avvisate e preparate da Francesco Nullo e Antonio Curò entrati in città dalla porta nascosta detta del Soccorso la sera precedente.

È sicuramente la porta più rustica, la meno curata, quella che doveva essere il passaggio del popolo, tanto che il toro che corre orizzontalmente lungo le mura e che separa la parte superiore a quella inferiore, qui si interrompe; qualcuno sostiene che il popolo che avrebbe usato questa porta forse non avrebbe apprezzato certe finezze artistiche
A differenza delle altre tre porte d'accesso alla parte alta della città, quella di San Lorenzo non presenta nel timpano il bassorilievo con il leone alato di San Marco, che fu posto solo dopo la seconda guerra mondiale, su progetto di Luigi Angelini, ad opera di Piero Brolis  (su Porta San Giacomo e Porta Sant'Agostino) e di Antonio Milani (su Porta Sant'Alessandro), ma venne lasciato il dipinto raffigurante sempre un leone marciano eseguito nel 1915 da Francesco Domenighini, che aveva realizzato i dipinti del soffitto della platea del Teatro Gaetano Donizetti. Il dipinto con il tempo è diventato sempre meno visibile.